# Sante Poromaa
Sante Mikael Poromaa, född 1958 i Kiruna, är en svensk roshi (zenbuddhistisk lärare) och präst i Philip Kapleaus tradition. Tillsammans med Kanja Odland Roshi har han beskrivits som den som står högst i rang bland de zenbuddistiska lärarna i Sverige.
Sante Poromaa Roshi har utövat zazen sedan tidigt åttiotal. Han började utöva som elev till Philip Kapleau Roshi och blev senare elev till dennes efterträdare Bodhin Kjolhede Roshi. Han har erhållit formellt tillstånd (inka) att undervisa i Cloud-Water sangha-traditionen som följer den japanska zenmästaren Sogaku Harada Roshis tradition.
Sante Poromaa Roshi och Kanja Odland Roshi leder tillsammans Zenbuddhistiska Samfundet. 
Han har publicerat flera böcker, bland annat Bortom alla begrepp-Buddhas väg till frihet, It's Never Too Late — To Give Up och Varandets väv – zen, vetenskap och återfödelse.